# Grebe Lake

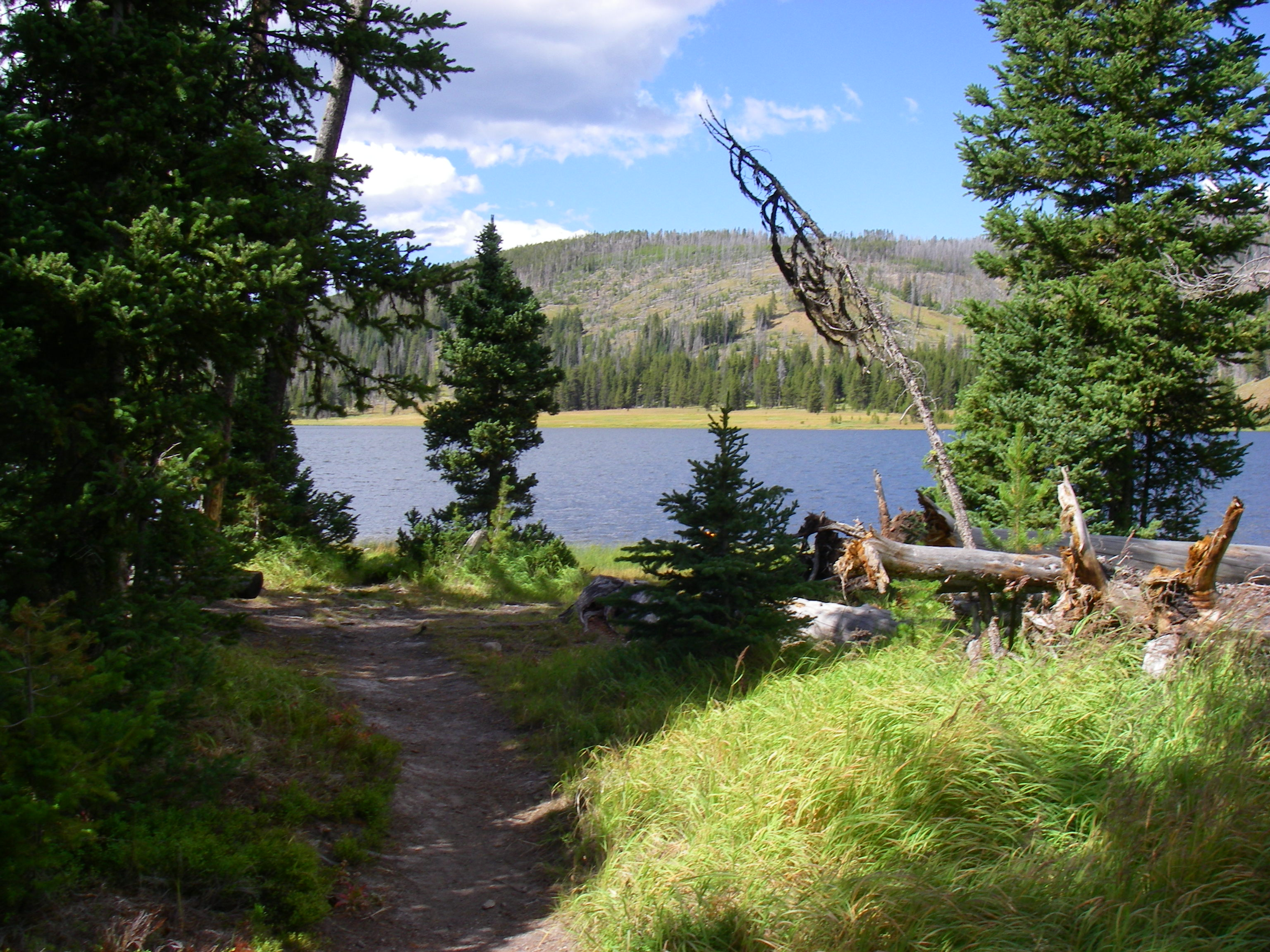
Grebe Lake

Der Grebe Lake (englisch für „Lappentaucher-See“) ist ein 0,63 km² großer See im Hinterland des Yellowstone-Nationalparks im US-Bundesstaat Wyoming, der unter anderem für seine Population der Arktischen Äsche bekannt ist. Der Grebe Lake bildet die Quelle des Gibbon River, Nebenfluss des Madison River. Der Grebe Lake liegt etwa 5,0 km nördlich der Grand Loop Road und südlich des Observation Peak. Benannt wurde der See von J. P. Iddings, einem Geologen und Teilnehmer der geologischen Untersuchungen von Arnold Hague. Es gibt vier Campingplätze am See.

## Grebe Lake Trail
Der 9,9 km lange Weg zum See, der Grebe Lake Trail, führt durch Wälder aus Küsten-Kiefern und über offene Wiesen. Der Trailhead zum Grebe Lake liegt etwa 6,4 km westlich des Canyon Village auf der Norris-Canyon Road. Der Weg führt unter anderem durch Gebiete, die von den Bränden im Yellowstone 1988 betroffen waren.

## Arktische Äsche

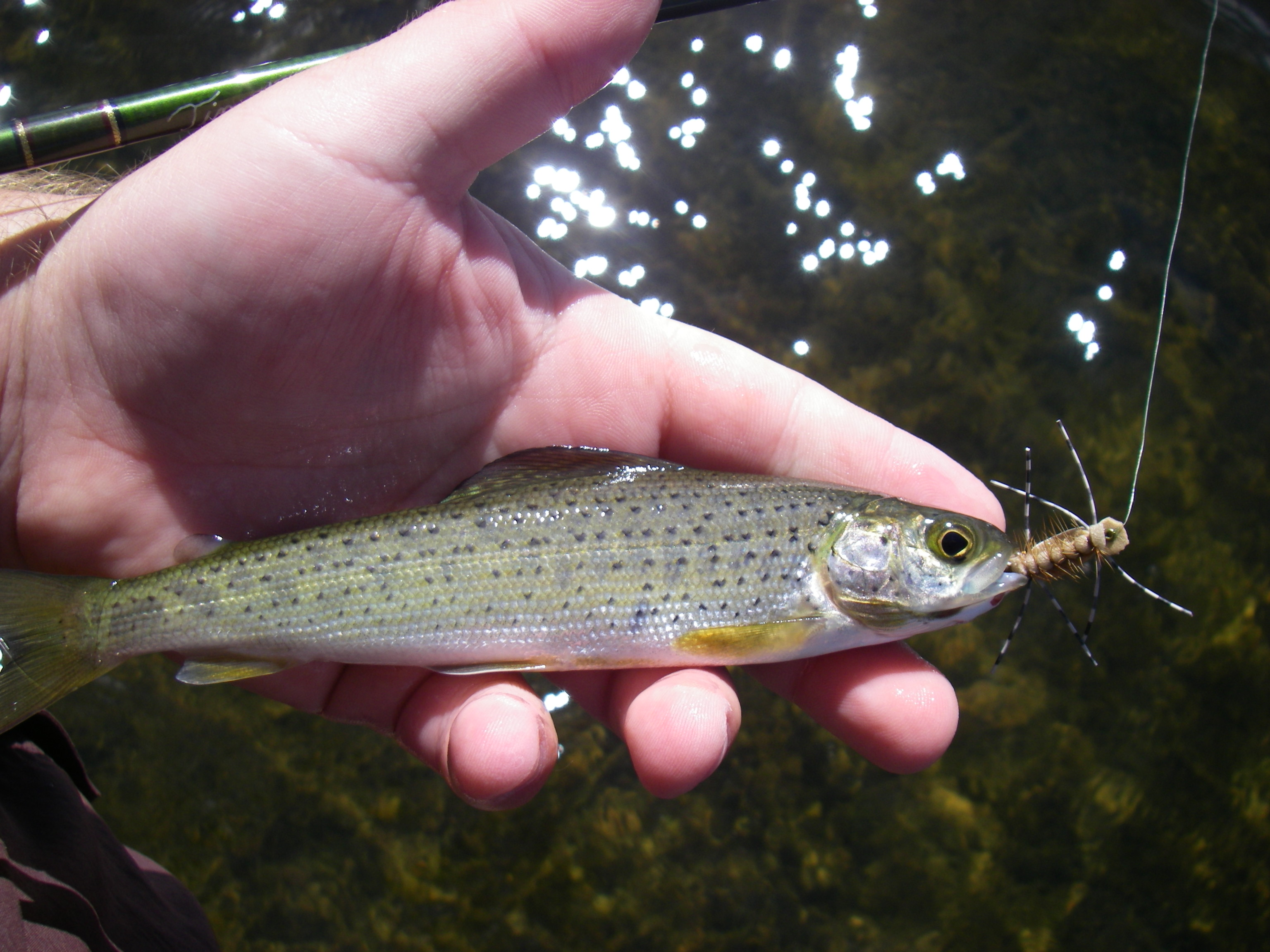
Arktische Äsche am Grebe Lake

1921 besetzten Mitarbeiter der U.S. Fish Commission den damals fischlosen Grebe Lake mit dem Montana-Stamm Thymallus arcticus montanus, einer  Form der Arktischen Äsche. Die ursprünglichen Bestände stammten aus dem Georgetown Lake in der Nähe von Anaconda, Montana. Die fluviale Form der Arktischen Äsche stammte aus dem Madison River und dem Gibbon River unterhalb der Gibbon-Fälle. Um die Äsche in den westlichen Staaten wieder anzusiedeln, wurden zwischen 1931 und 1956 über 72 Millionen Eier der Arktischen Äsche wurden aus dem Grebe Lake entnommen und an Fischzuchten verteilt. Die meisten Arktischen Äschen im Westen der USA können genetisch auf die Bestände im Grebe Lake zurückgeführt werden. Der Grebe Lake war wegen seiner Fischkultur bis 1944 für die Fischerei gesperrt.

## Angeln
Heute beherbergt der Grebe Lake sowohl die Arktische Äsche als auch die Regenbogenforelle. Der See ist ein beliebtes Angelziel für Parkbesucher, vor allem im Sommer. Der See ist während der gesamten Yellowstone-Saison (Ende Mai bis Anfang November) für Angler geöffnet, kann aber wegen schneebedeckter Wege in der Regel erst ab Mitte Juni leicht erreicht werden.

## Belege
1. ↑  Geonames: Grebe Lake. Abgerufen am 5. Januar 2021.
2. ↑  Whittlesey, Lee (1988): Yellowstone Place Names. Hrsg.: Montana Historical Society Press. Helena, MT, ISBN 0-917298-15-2.
3. ↑  National Park Service: Grebe Lake Trail. Abgerufen am 5. Januar 2021 (englisch).
4. ↑  Schullery, Paul; Varley, John D. (1998): Yellowstone Fishes—Ecology, History, and Angling in the Park. Hrsg.: Stackpole Books. Mechanicsburg, PA, ISBN 0-8117-2777-7.
5. ↑  Parks, Richard (1998): Fishing Yellowstone National Park. Hrsg.: Falcon Press. Helena, MT, ISBN 1-56044-625-0.
6. ↑  DIY Guide to Fly Fishing Grebe Lake in Yellowstone National Park · DIY Fly Fishing. 9. März 2019, abgerufen am 5. Januar 2021 (amerikanisches Englisch).